# Olympiodoros der Jüngere
Olympiodoros der Jüngere (altgriechisch Ὀλυμπιόδωρος Olympiódōros, auch Olympiodoros von Alexandria; * um 495/505; † nach 565) war einer der letzten namhaften paganen Philosophen der Antike. Er lebte und lehrte im spätantiken Alexandria, der damaligen Hauptstadt Ägyptens, das zum Oströmischen Reich gehörte.
Olympiodoros verfasste Kommentare zu Dialogen Platons und zu Schriften des Aristoteles. Dabei bemühte er sich um eine Harmonisierung der beiden Autoritäten, um sie als Verkünder einer im Wesentlichen einheitlichen Weltdeutung und Ethik erscheinen zu lassen.
Als paganer Neuplatoniker war Olympiodoros ein Repräsentant der Schulrichtung und Denkweise, die zu seiner Zeit bei den nichtchristlichen Gebildeten dominierte. Er war ein angesehener Lehrer, doch ist er in den Quellen nicht ausdrücklich als Leiter (Scholarch) der neuplatonischen Philosophenschule von Alexandria bezeugt. In seiner Lehrtätigkeit setzte er die Tradition seiner Wirkensstätte fort, die ein breites Bildungsangebot auf der Grundlage des platonischen Gedankenguts bereitstellte und sich aus den religiösen Auseinandersetzungen zwischen Christen und Heiden heraushielt. Sein Anliegen war die Bewahrung klassischer Bildungsgüter in einer immer stärker von christlichem Denken beherrschten Umwelt. Die Erzählungen der griechischen Mythologie, die bei Christen und gebildeten Nichtchristen Anstoß erregten, rechtfertigte er, indem er sie symbolisch interpretierte.

## Leben
Über die Herkunft des Olympiodoros ist nichts bekannt, über sein Leben sehr wenig. Indirekt zu erschließen ist, dass er in Alexandria am Unterricht des renommierten Philosophielehrers Ammonios Hermeiou, eines führenden Repräsentanten des Neuplatonismus, teilnahm. Sicher ist, dass er später selbst einen Schülerkreis um sich versammelte und im Jahr 565, als Kaiser Justinian starb, noch lehrte. Dieser Umstand und der Tod seines Lehrers, der gewöhnlich in das zweite oder das dritte Jahrzehnt des 6. Jahrhunderts gesetzt wird, bieten Anhaltspunkte für die Datierung seiner Geburt, die somit in die letzten Jahre des 5. oder die ersten des 6. Jahrhunderts fällt.
Die didaktischen Bemühungen des Olympiodoros dienten der Bekräftigung der Grundlagen des neuplatonischen Weltbilds und der Bewahrung, Verteidigung und Verbreitung der philosophischen und wissenschaftlichen Errungenschaften der griechischen Kultur. Offenbar wurden an seiner Schule auch nichtphilosophische Studien betrieben; man befasste sich mit Wissensgebieten wie Medizin und Mathematik, mit naturwissenschaftlichen Schriften des Aristoteles und vermutlich auch mit Rhetorik. Das eigentliche Ziel war jedoch – wie in der gesamten Tradition des antiken Platonismus – nicht eine bloße Anhäufung von Kenntnissen, sondern die philosophische Lebensweise: Es ging darum, im eigenen Leben ein Ideal zu verwirklichen, das in der Pflege der Arete – der Tugend oder Vortrefflichkeit der Seele – bestand. Dazu wollte Olympiodoros als Tugendlehrer anleiten. Das Objekt seiner Bemühungen war das an sich selbst arbeitende Individuum, die Seele des einzelnen Schülers auf ihrem Weg zur Vervollkommnung.
Offenbar legte Olympiodoros Wert auf die Einkünfte, die ihm seine Lehrtätigkeit verschaffte; vielleicht war er für seinen Lebensunterhalt darauf angewiesen. Dies lässt sich aus seiner Stellungnahme zur Frage der Bezahlung des Unterrichts ableiten. Nach seiner Ansicht sollen Schüler ihrem Lehrer Dankbarkeit erweisen, indem sie von sich aus eine Vergütung anbieten, denn für einen Philosophen ist es unschicklich, für die Wissensvermittlung Geld zu verlangen. Zur Untermauerung dieses Anspruchs auf ein Honorar behauptete er sogar, schon Sokrates – für die Platoniker das klassische Vorbild philosophischer Lebensführung – habe für Unterricht, den er erteilte, Bezahlung angenommen. Das Thema war heikel, da Sokrates nach der Darstellung in Platons Dialogen die Sophisten unter anderem wegen ihrer Gewinnorientierung zu kritisieren pflegte und die Vorstellung einer käuflichen Weisheit ironisch angriff.

## Religiöse Haltung
Ein Hauptmerkmal des Neuplatonismus war die starke Ausrichtung auf metaphysische und religiöse Themen. Die Interpretation der einschlägigen Vorgaben der platonischen Dialoge legte das Weltbild der Neuplatoniker fest. Daraus ergab sich ein Gegensatz zum Christentum, das zur Zeit des Olympiodoros im Oströmischen Reich Staatsreligion war und andere religiöse Traditionen zunehmend zurückdrängte und zu vernichten drohte. Ein zentraler Konfliktpunkt war die Frage der Ewigkeit der Welt. Nach dem neuplatonischen Verständnis von Platons Kosmologie verdankt der Kosmos seine Existenz zwar einer Gottheit, ist aber nicht zu einem bestimmten Zeitpunkt erzeugt worden, sondern zeitlich anfangs- und endlos. Auch Aristoteles, der für die spätantiken Neuplatoniker eine wichtige Autorität war, hatte die Welt für ewig gehalten. Diese Annahme widerspricht der christlichen Offenbarung, der zufolge die Welt in einem zeitlichen Schöpfungsakt geschaffen wurde und eines Tages untergehen wird. Weiteren Konfliktstoff bot die Verbundenheit der neuplatonischen Denker mit der polytheistischen griechischen Religion und deren Mythologie. Die herkömmlichen mythischen Göttervorstellungen wurden von den Christen als absurd und gotteslästerlich angegriffen, von den paganen Philosophen hingegen symbolisch umgedeutet und damit philosophisch akzeptabel gemacht.
Olympiodoros zählte wie sein Lehrer Ammonios zu den Denkern, die an der alten Religion festhielten und das Christentum ablehnten. Einzelne Bemerkungen in seinen Werken lassen erkennen, dass er einen Verfall der Bildung und Zivilisation beklagte, für den er die Christen verantwortlich machte. Er verachtete die „üble“ Lebensweise der zeitgenössischen Gesellschaft. Unter anderem warf er den tonangebenden Kreisen vor, sich mit Oberflächlichem zu begnügen, statt „das in der Tiefe des Mythos Verborgene zu suchen“. Damit drückte er seine Enttäuschung darüber aus, dass sich die von ihm Kritisierten – er meinte vermutlich nicht nur Christen – der symbolischen Mythendeutung und der darauf basierenden neuplatonischen Theologie verschlossen.
Für die neuplatonische pagane Weltanschauung gab es damals nur noch kleine, schrumpfende Rückzugsräume, unter denen die alexandrinische Philosophenschule neben der athenischen eine herausragende Bedeutung hatte. Olympiodoros musste bei der Darlegung seiner Auffassungen berücksichtigen, dass die Bildungsschicht, aus der sich seine Hörerschaft rekrutierte, größtenteils bereits aus Christen bestand. Außerdem bot das Verhältnis der neuplatonischen Lehrer zum christlichen Staat Konfliktpotential. In Athen, wo die Neuplatoniker ihre pagane Ausrichtung traditionell betonten, führte die Konfrontation dazu, dass Kaiser Justinian 529 den Nichtchristen die Lehrtätigkeit untersagte, worauf die dortige Schule ihren Betrieb einstellen musste. In Alexandria hingegen hatte Ammonios mit den christlichen Entscheidungsträgern eine Vereinbarung getroffen, die ihm und seinen Schülern trotz der religiösen Spannungen die Fortsetzung ihrer Aktivitäten im Bildungswesen ermöglichte. Der Inhalt der Vereinbarung, die offenbar nach dem Tod des Ammonios in Kraft blieb, ist unbekannt; sie muss den Neuplatonikern eine gewisse Zurückhaltung in heiklen Bereichen auferlegt haben. Olympiodoros, der die Tradition seines Lehrers Ammonios fortsetzte, profitierte offenbar von der relativen Toleranz, die weiterhin geübt wurde. Sein Unterricht, der traditionelles Bildungsgut vermittelte und die Schüler zu philosophischem Diskurs befähigte, stellte eine auch für bildungshungrige Christen attraktive Option dar.

## Werke
Olympiodoros hat anscheinend keine Schriften veröffentlicht. Bei den unter seinem Namen verbreiteten Kommentaren zu einigen philosophischen Werken, die zum Unterrichtsstoff gehörten, handelt es sich um Schülernachschriften aus seinen Lehrveranstaltungen. Es war üblich, solche Aufzeichnungen mündlicher Ausführungen eines Lehrers in Umlauf zu bringen. Der geläufige Ausdruck zur Bezeichnung derartiger Texte, die nicht vom Urheber durchgesehen und autorisiert waren, war apó phōnḗs („nach der Stimme“, also „wie vorgetragen“). Manche Unklarheiten und Unstimmigkeiten in den überlieferten Texten können somit auf Missverständnisse und Versehen seitens der aufzeichnenden Schüler zurückzuführen sein. Diese Möglichkeit, mit der stets zu rechnen ist, stellt für die philosophiegeschichtliche Forschung eine besondere Herausforderung dar.

### Authentische Werke

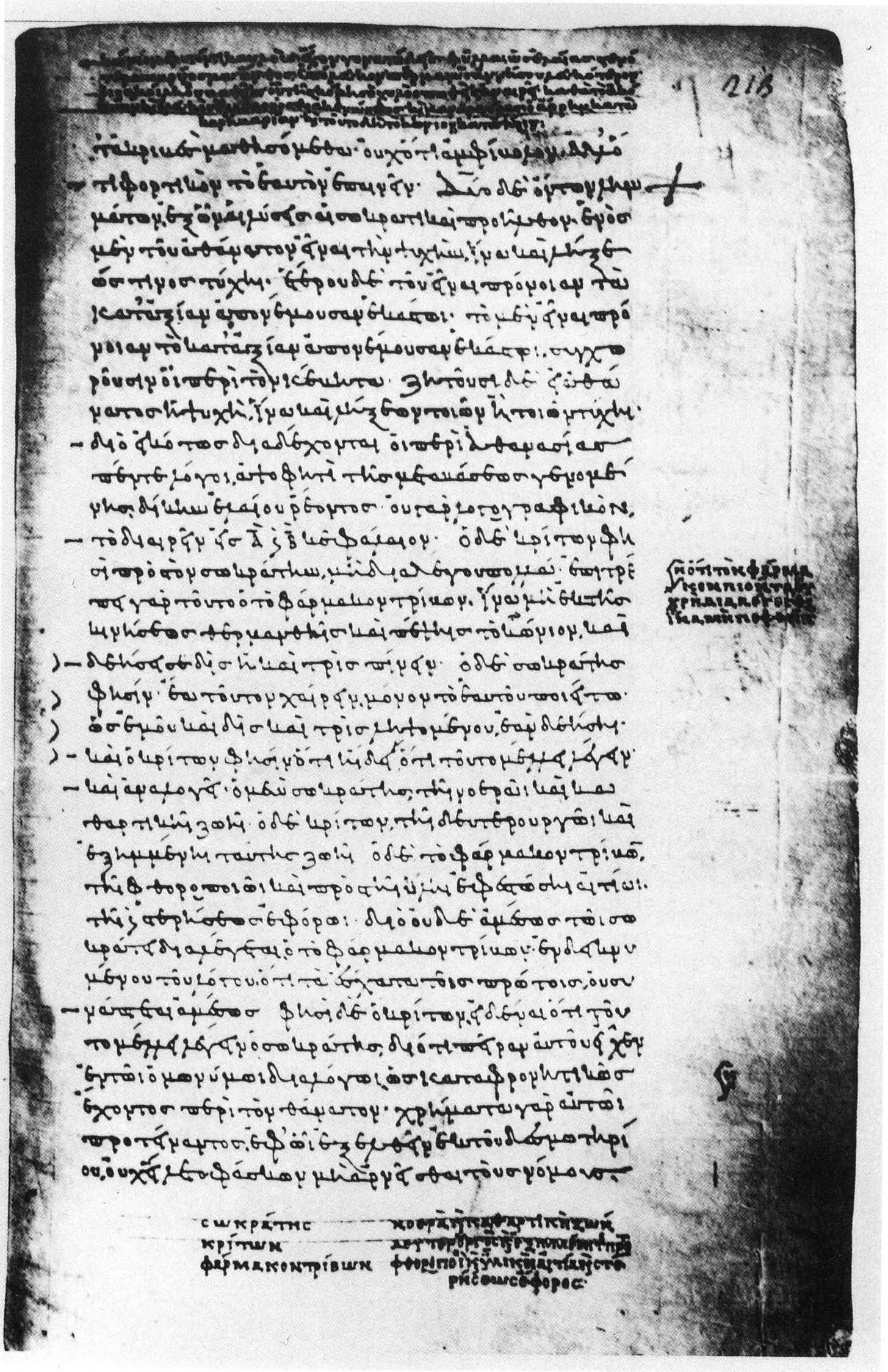
Eine Seite einer um 900 geschriebenen Handschrift von Olympiodoros’ Kommentar zu Platons Phaidon. Venedig, Biblioteca Nazionale Marciana, Gr. 196

Ganz oder zu einem erheblichen Teil erhalten sind die Kommentare zu drei Dialogen Platons – dem Phaidon, dem Ersten Alkibiades und dem Gorgias – sowie zu zwei Schriften des Aristoteles, den Meteorologica und den Kategorien. Zum Kategorien-Kommentar gehört eine ihm vorangestellte Einführung in die aristotelische Philosophie, in die Logik und in die Kategorien-Schrift, die mitunter als separates Werk betrachtet wird; ihr überlieferter, nicht authentischer Titel lautet griechisch Eis ta prolegómena tēs logikḗs, lateinisch Prolegomena logicae Aristotelis. Vom Phaidon-Kommentar liegt nur rund ein Viertel des ursprünglichen Textes vor. Dem Alkibiades-Kommentar ist eine Lebensbeschreibung Platons vorangestellt. Die Auslegung des Gorgias ist der einzige erhaltene antike Kommentar zu diesem Dialog.
Zwei weitere Kommentare des Olympiodoros zu Schriften des Aristoteles sind bis auf Fragmente verloren: Vom Kommentar zu De interpretatione sind Bruchstücke in Form von Scholien überliefert, vom Kommentar zu De anima ist 1995 ein Fragment in einer byzantinischen Handschrift des 10./11. Jahrhunderts entdeckt worden. Ein Kommentar zur Isagoge des Porphyrios ist verloren.
Der Aufbau der Kommentare entspricht der Darbietung des Stoffs im Unterricht. Sie bestehen aus mehreren Dutzend Lektionen (práxeis) – eine Gliederung, die erst damals aufkam. Jede Lektion bezieht sich auf einen Abschnitt des kommentierten Werks, der den Stoff eines Unterrichtstags bildet. Eine Lektion setzt sich aus zwei Teilen zusammen: einer allgemeinen Erörterung des jeweiligen Inhalts (theōría) und einer detaillierteren Besprechung des Abschnitts, in der Ausdrücke erläutert und oft Darlegungen der Theoria wiederholt werden. Dieser zweite Teil wird häufig ungenau als Lesung (léxis) bezeichnet. Eine Ausnahme bildet der Kategorien-Kommentar, der keine Untergliederung der einzelnen Lektionen aufweist.
Für die Datierung der Werke gibt es nur wenige zuverlässige Anhaltspunkte. Aus einem von ihnen geht hervor, dass der Kommentar zum Ersten Alkibiades wohl erst um 560 entstanden ist. Für den Kommentar zu den Meteorologica zeigt die Erwähnung des Erscheinens eines Kometen, dass er nicht vor 565 verfasst worden sein kann.
Zumindest gelegentlich betätigte sich Olympiodoros als Dichter, wie zwei überlieferte Hexameterpaare zeigen.

### Zweifelhaftes und Unechtes
Einer Forschungsmeinung zufolge stammt von Olympiodoros ein im Jahr 564 entstandener, als Schülernachschrift überlieferter Kommentar zu den Eisagōgiká des Paulos von Alexandria, einer Einführung in die Astrologie, doch kann der Autor auch jemand aus seinem Umkreis sein. Inhaltlich weicht das astrologische Werk in wesentlichen Punkten von der Auffassung des Olympiodoros ab. In einer arabischen Quelle des 10. Jahrhunderts, dem Kitāb al-Fihrist des Gelehrten ibn an-Nadīm, sind Kommentare des Olympiodoros zur Schrift De generatione et corruptione des Aristoteles und zu Platons Dialog Sophistes angeführt, von denen angeblich arabische Übersetzungen existierten.
Sehr wahrscheinlich unrichtig ist die in der älteren Forschung vertretene Identifizierung des Olympiodoros mit dem unbekannten Verfasser der Prolegomena zur Philosophie Platons, einer Einführungsschrift zu Platons Leben und Werk, die erhalten geblieben ist. Die Prolegomena sind in Alexandria im Umkreis der neuplatonischen Schule entstanden, wohl in der zweiten Hälfte des 6. Jahrhunderts. Auch ein Kommentar zu Platons Dialog Philebos, der früher Olympiodoros zugeschrieben wurde, gehört nicht zu seinen Werken; er stammt vielmehr von Damaskios.
Auf Ablehnung stößt in neueren Untersuchungen auch die Gleichsetzung des alexandrinischen Neuplatonikers mit dem Verfasser eines Kommentars zur heute verlorenen Schrift Kat’ energeían des spätantiken Alchimisten Zosimos aus Panopolis. Der Alchimist, der diesen Kommentar schrieb, wird in der handschriftlichen Überlieferung Olympiodoros genannt, doch war er im Gegensatz zum Neuplatoniker Christ. Allerdings gibt es zwischen den beiden Autoren einzelne Berührungspunkte, die als Indizien für die Identität geltend gemacht worden sind. Eine mögliche Erklärung dafür ist, dass der Alchimist den Kommentar des Neuplatonikers zu den Meteorologica verwendet haben kann. Die Datierungsansätze für die Lebenszeit des Alchimisten schwanken zwischen dem späten 4. und dem 6. Jahrhundert. Möglicherweise hieß er nicht wirklich Olympiodoros, sondern erhielt nur in der Überlieferung diesen Namen, weil man ihn zu Unrecht für den Neuplatoniker hielt. Jedenfalls ist er sicher nicht mit dem Geschichtsschreiber Olympiodoros von Theben gleichzusetzen, der ebenso wie Olympiodoros der Jüngere ein Anhänger der alten Religion war.

## Lehre
Da Olympiodoros anscheinend keine philosophischen Abhandlungen verfasste, sondern sich auf das Kommentieren beschränkte, ergibt sich aus den überlieferten Texten kein klares Gesamtbild von den Besonderheiten seiner eigenen Lehre. Jedenfalls teilte er wie schon Ammonios die damals bei den Neuplatonikern vorherrschende Überzeugung, dass zwischen der platonischen und der aristotelischen Philosophie eine grundsätzliche Übereinstimmung bestehe. Trotz dieser harmonisierenden Grundhaltung verschwieg er aber einzelne Meinungsverschiedenheiten zwischen Platon und Aristoteles nicht. Auch die Stoa bezog er in sein Harmonisierungsstreben ein; die namhaften Stoiker Epiktet und Chrysippos von Soloi zitierte er mit Respekt, für Epiktets Ethik zeigte er besondere Wertschätzung.
Zu einzelnen philosophischen Fragen bezog Olympiodoros Positionen, die mit christlichen Lehren unvereinbar waren, etwa indem er feststellte, es könne in Ausnahmefällen ethisch zulässig sein, sich selbst zu töten, oder indem er die Ewigkeit des Kosmos und die Seelenwanderung als Tatsachen auffasste. Eine ewige Höllenstrafe, wie sie im Christentum gelehrt wird, hielt er für unmöglich, da Bestrafung nach platonischem Verständnis auf Verbesserung des Bestraften abzielen muss.
Seine ausgleichende, die Einheit der paganen Tradition betonende Haltung zeigte Olympiodoros auch in seinem Gorgias-Kommentar bei der Behandlung von Platons harter, fundamentaler Kritik an der Rhetorik. Indem er darlegte, dass man zwischen verschiedenen Arten von Rednern zu unterscheiden habe, gelangte er zu einer differenzierenden Bewertung des Einsatzes sprachlicher Kunstmittel zur Beeinflussung eines Publikums. Er befand, die platonische Verurteilung der Redekunst gelte nicht generell, sondern sei nur auf die Demagogie zu beziehen. Diese Abgrenzung ermöglichte es ihm, die berühmten Redner Miltiades, Themistokles, Kimon und Perikles, die im Gorgias angegriffen werden, in günstigem Licht darzustellen. Er verteidigte sie gegen den Vorwurf der Schmeichelei mit dem Argument, sie hätten nicht aus niedrigen Motiven gehandelt und seien Retter des Staates gewesen. Damit wollte er sie in ihrer herkömmlichen Rolle als Helden bewahren.
Unvoreingenommenheit zeigte Olympiodoros, indem er als Platoniker in einzelnen Punkten die aristotelische Position der platonischen vorzog, aber auch gelegentlich der Autorität des Aristoteles widersprach. Beispielsweise verwarf er die aristotelische Erklärung der Milchstraße. Aristoteles hatte die Milchstraße für eine Erscheinung in der oberen Atmosphäre unterhalb der Mondbahn gehalten, die durch den Umschwung des Himmels hervorgerufen werde. Darin folgte ihm Olympiodoros nicht; er schloss sich vielmehr der Beweisführung des Ammonios an, die zeigen sollte, dass Aristoteles im Irrtum sei, da die Milchstraße aus mehreren Gründen weiter entfernt sein müsse als die Planeten. Manchmal brachte Olympiodoros zu Fragen, die Aristoteles offen gelassen hatte, Erklärungen vor, in anderen Fällen ergänzte er dessen Argumentation mit zusätzlichen Überlegungen.
Intensiv setzte sich Olympiodoros mit der Frage nach dem Sinn der mythischen Erzählungen auseinander. Dabei unterschied er zwischen poetischen und philosophischen Mythen. Nach seinem Verständnis sind poetische Mythen, wie sie bei Homer und Hesiod überliefert sind, offenkundig absurd und ethisch unannehmbar, wenn man sie in einem buchstäblichen Sinn auffasst. In dieser Absurdität und Anstößigkeit sah er eine Aufforderung zum Finden einer verborgenen symbolischen Bedeutung, die den Wahrheitsgehalt des Mythos ausmache. Er hielt es für verhängnisvoll, poetische Mythen so zu lesen, als wären sie Berichte über historische Vorgänge. An einem solchen „naiven“ Umgang mit den Mythen der Dichter kritisierte er, dass damit die Jugend irregeführt werde. Ein buchstäbliches Verständnis der dichterischen Erzählungen verleite – was schon Platon beanstandet hatte – zu schädlichen Fehlschlüssen, weil damit den Göttern und Heroen ein fragwürdiges, nicht nachahmenswertes Verhalten unterstellt werde. Darin sah Olympiodoros eine Gefahr für die Charakterbildung. Anders verhält es sich nach seiner Meinung mit den philosophischen Mythen, die von Philosophen zu didaktischen Zwecken erzählt werden. Sie sind auch dann, wenn man sich auf eine oberflächliche, wörtliche Deutung beschränkt, nützlich, denn auch auf dieser Verständnisebene enthält ein philosophischer Mythos – so Olympiodoros – nichts Abwegiges.
In seiner Auseinandersetzung mit der Astrologie verwarf Olympiodoros aus philosophischen Erwägungen eine deterministische Auffassung des menschlichen Schicksals, denn er hielt den Menschen für ein sich selbst bewegendes, autonomes Subjekt mit einem eigenen Zuständigkeitsbereich, der keiner schicksalhaften Vorherbestimmung unterliege. Insbesondere wandte er sich gegen die Behauptung, Zeitpunkt und Art des Todes seien vorherbestimmt und astrologisch erkennbar. Außerdem lehnte er die astrologische Vorstellung ab, der Mensch unterliege schädlichen Einflüssen, die von übergeordneten Instanzen ausgingen. Nach seinem platonischen Konzept der hierarchischen Weltordnung ist das Höhere notwendigerweise besser als das Niedere und kann dieses daher ausschließlich günstig beeinflussen.
Bei der Untersuchung der Frage, ob Selbsttötung gebilligt werden kann, trug Olympiodoros Argumente für und gegen die Zulässigkeit dieses Schritts vor. Eine seiner Überlegungen lautet: Die hierarchische Weltordnung ist so aufgebaut, dass das Höhere stets dem Niederen gegenwärtig ist und ihm seinen wohltätigen Einfluss ohne Einschränkung zur Verfügung stellt. Das Niedere kann diesen Einfluss aber nur im Rahmen seiner jeweiligen Möglichkeiten – also beschränkt – aufnehmen. Somit hängt es jeweils nur vom Niederen ab, inwieweit es von dem, was ihm vom Höheren unablässig zufließt, profitieren kann. Von solcher Art ist das Verhältnis zwischen der Gottheit und den Menschen. So sollte sich daher auch die unsterbliche Seele zum sterblichen Körper als dem ihr Untergeordneten verhalten: Sie sollte ihm ihre Anwesenheit und belebende Kraft nicht entziehen. Gegenüber der Gottheit ist die Seele das relativ Niedere. Das Niedere sollte möglichst das Höhere nachahmen und sich ihm angleichen. Somit sollte die Seele die Gottheit nachahmen, indem sie sich zum Körper so verhält wie die Gottheit zu ihr. Allerdings ist die Fürsorge für den Körper nicht die wichtigste Aufgabe der Seele. Es gibt höherrangige Güter; in erster Linie hat sich die Seele um das zu kümmern, was für sie selbst förderlich ist. Daher darf sie sich nach einer Güterabwägung vom Körper trennen und damit seinen Tod herbeiführen, wenn dies zu ihrem eigenen Wohl erforderlich ist.
Erheblich beeinflusst war Olympiodoros sowohl von der Denkweise seines Lehrers Ammonios Hermeiou als auch von der Argumentation seines älteren Zeitgenossen Damaskios, der ebenfalls bei Ammonios studiert hatte. Damaskios war ein scharfer Kritiker der Philosophie des Proklos, der im 5. Jahrhundert die Philosophenschule von Athen geleitet hatte und bei den dortigen Neuplatonikern hohes Ansehen genoss. Olympiodoros schloss sich in einer Reihe von strittigen Punkten der Auffassung des Damaskios an, ohne sich in dessen subtile Gedankengänge zu vertiefen. Wie schon Ammonios verzichtete er auf die Neuerungen, mit denen Proklos das neuplatonische Weltsystem zu einem sehr komplexen Modell ausgebaut hatte. Als Lehrer zog er es vor, seinen Schülern ein einfacheres, verständlicheres Modell zu präsentieren.
Großes Gewicht legte Olympiodoros auf seine Überzeugung, der zufolge es ein allen Menschen gemeinsames Wissen um logische und ethische Grundwahrheiten gibt. Dieses Wissen ermöglicht die Wahrheitsfindung im Dialog. Es kann von falschen Meinungen zwar verdeckt, aber nicht ausgelöscht werden. Durch die korrekte Untersuchung einer strittigen Frage nach der sokratischen Methode wird es aktiviert, und dann ist Übereinstimmung erzielbar. Diese optimistische Erkenntnistheorie stärkte die generelle Bereitschaft des Olympiodoros, sich um Ausgleich und Verständigung zu bemühen.

## Rezeption

### Antike und Mittelalter
In der Spätantike wurde Olympiodoros als Vermittler platonischer und aristotelischer Lehren an eine neue Generation von Philosophen wahrgenommen. Unter seinen Hörern war wahrscheinlich Elias, der später selbst als namhafter Aristoteles-Kommentator hervortrat. Dies ist allerdings nicht ausdrücklich in den Quellen bezeugt, sondern wird nur aus Übereinstimmungen zwischen den Werken der beiden Autoren erschlossen. Zu den Schülern des Olympiodoros zählte wohl auch der Neuplatoniker David, dessen Schriften die klassische antike Philosophie in Armenien heimisch machten. David, der Armenier gewesen sein soll, erhielt später den Beinamen „der Unbesiegbare“. Auch die anonym überlieferten Prolegomena zur Philosophie Platons lassen den Einfluss von Olympiodoros’ Gedankengut erkennen. Stephanos von Alexandria, der im frühen 7. Jahrhundert in kaiserlichem Auftrag als Philosophielehrer in Konstantinopel tätig war, stand ebenfalls in der Tradition dieser alexandrinischen Schulrichtung; ein direktes Schülerverhältnis zu Olympiodoros ist allerdings nicht nachweisbar.
Im Mittelalter standen die Werke des Olympiodoros den lateinischsprachigen Gelehrten West- und Mitteleuropas nicht zur Verfügung; sie waren verschollen und es gab keine lateinischen Übersetzungen. Im Byzantinischen Reich und in der arabischsprachigen Welt hingegen kam Benutzung zumindest vereinzelt vor. Der Kommentar zu De anima wurde ins Syrische übersetzt. Beachtung fand gelegentlich auch der Kommentar zu den Meteorologica, von dem im 11. Jahrhundert der byzantinische Gelehrte Michael Psellos reichlich Gebrauch machte. Es gab eine arabische Übersetzung dieses Werks, die heute verloren ist. Davon zu unterscheiden ist ein nur in arabischer Fassung erhaltener Meteorologica-Kommentar, den Hunain ibn Ishāq aus dem Griechischen oder Syrischen übersetzt hat. Diese Schrift ist zwar unter dem Titel Kommentar des Olympiodoros zur Meteorologie des Aristoteles überliefert, doch zeigt ein Vergleich mit dem griechischen Original, dass sie zwar viel Material aus dem Werk des spätantiken Neuplatonikers enthält, aber ein eigenständiges Erzeugnis eines unbekannten Verfassers ist. Dieser wird daher Pseudo-Olympiodoros genannt.

### Neuzeit
Die Renaissance brachte die Wiederentdeckung zahlreicher verschollener Werke antiker Philosophen, darunter auch Schriften des Olympiodoros. Die Renaissance-Humanisten verwendeten den Meteorologica-Kommentar als Lehrbuch. Im 16. Jahrhundert wurde er oft zitiert und eingehend erörtert. Den Erstdruck des griechischen Textes und eine lateinische Übersetzung von Giovanni Battista Camozzi (Johannes Baptista Camotius) brachte 1551 Aldo Manuzio in Venedig heraus. Die Kommentare zum Phaidon, zum Gorgias und zum Ersten Alkibiades waren in humanistischen Kreisen bekannt, doch wurden sie weder übersetzt noch gedruckt; erst im 19. Jahrhundert erschienen Textausgaben. Der Gelehrte Bessarion (1403–1472) besaß eine mittelalterliche Handschrift der drei Kommentare, der Philosoph und Platon-Übersetzer Marsilio Ficino (1433–1499) trug in seine Abschrift des Phaidon-Kommentars Notizen ein. Die Erstausgabe des Kategorien-Kommentars wurde erst 1902 publiziert.
In der modernen Altertumswissenschaft ist das Lebenswerk des Olympiodoros unterschiedlich eingeschätzt worden. In der älteren Forschung dominierten ungünstige Urteile, in neuerer Zeit wird dieses Bild revidiert. Eduard Zeller schrieb 1881 in der dritten Auflage seines Handbuchs der griechischen Philosophiegeschichte, Olympiodoros sei zwar ein „fruchtbarer Ausleger“ platonischer und aristotelischer Schriften gewesen, habe aber keinen Anspruch auf wissenschaftliche Eigenständigkeit erhoben, und von neuen Gedanken sei in seinen Kommentaren „kaum irgend etwas“ zu finden. Noch negativer fiel 1939 das Urteil von Rudolf Beutler aus: Olympiodoros fuße ganz auf seinen Vorgängern, eigenes Weiterführen der Probleme komme bei ihm gar nicht vor. Seine Bedeutung liege in der „meist sklavenhaften Übermittlung der Lehre seiner Vorgänger“, die den Quellenwert seiner Werke ausmache. Außerdem bemängelte Beutler eine flüchtige Arbeitsweise. In der neueren Forschung herrscht jedoch eine andere Sichtweise vor. Cristina Viano hält Olympiodoros für einen fähigen Kommentator und billigt ihm Originalität zu: Er habe mitunter neue Wege beschritten, Probleme erkannt und Lösungsvorschläge unterbreitet, die sogar sehr gut in einer modernen Debatte verwendet werden könnten. Auch Harold Tarrant plädiert für eine positivere Beurteilung. Er weist auf die Aktualität von Überlegungen des spätantiken Philosophen zum Gorgias hin und führt Unstimmigkeiten auf die schlechte Qualität der Textüberlieferung zurück. Kimon Lycos meint, die Perspektive des Olympiodoros biete eine beachtenswerte Alternative zu modernen Ansätzen der Platon-Interpretation. Für Jan Opsomer ist Olympiodoros zwar kein bedeutender Philosoph, aber ein herausragender, in der Moderne oft verkannter Lehrer. Er habe eine pädagogische und kulturelle Mission erfüllt und der jungen, überwiegend christlichen Elite des Reichs klassische Bildung – Paideia – vermittelt.

## Ausgaben und Übersetzungen
Platon-Kommentare
- Francesca Filippi (Hrsg.): Olimpiodoro d’Alessandria: Tutti i Commentari a Platone. 2 Bände, Academia, Sankt Augustin 2017, ISBN 978-3-89665-684-1 [Band 1] und ISBN 978-3-89665-685-8 [Band 2] (griechischer Text nach den Ausgaben von Westerink ohne den kritischen Apparat, mit italienischer Übersetzung, Einleitung und Kommentar).
- Michael Griffin (Übersetzer): Olympiodorus: Life of Plato and On Plato, First Alcibiades 1–9. Bloomsbury, London 2015, ISBN 978-1-4725-8830-2 (englische Übersetzung).
- Michael Griffin (Übersetzer): Olympiodorus: On Plato, First Alcibiades 10–28. Bloomsbury, London 2016, ISBN 978-1-4725-8399-4 (englische Übersetzung).
- Robin Jackson, Kimon Lycos, Harold Tarrant (Übersetzer): Olympiodorus: Commentary on Plato’s Gorgias. Brill, Leiden 1998, ISBN 90-04-10972-2 (englische Übersetzung).
- Cagla Umsu-Seifert: Olympiodors Kommentar zu Platons Alkibiades. Untersuchung, Text, Übersetzung und Erläuterungen (= Classica Monacensia. Band 59). Narr Verlag, Tübingen 2023, ISBN 978-3-8233-8590-5.
- Leendert Gerrit Westerink (Hrsg.): Olympiodori in Platonis Gorgiam commentaria. Teubner, Leipzig 1970 (kritische Edition).
- Leendert Gerrit Westerink (Hrsg.): Olympiodorus: Commentary on the First Alcibiades of Plato. 2. Auflage mit Korrekturen und Ergänzungen. Hakkert, Amsterdam 1982, ISBN 90-256-0840-X (kritische Edition).
- Leendert Gerrit Westerink (Hrsg.): The Greek Commentaries on Plato’s Phaedo, Band 1: Olympiodorus. 2., überarbeitete Auflage. The Prometheus Trust, Dilton Marsh 2009, ISBN 978-1-898910-46-6 (kritische Edition mit englischer Übersetzung).

Aristoteles-Kommentare
- Adolf Busse (Hrsg.): Olympiodori prolegomena et in categorias commentarium (= Commentaria in Aristotelem Graeca. Band 12, Teil 1). Reimer, Berlin 1902 (kritische Edition).
- Sebastian Gertz (Übersetzer): Elias and David: Introductions to Philosophy, with Olympiodorus: Introduction to Logic. Bloomsbury Academic, London u. a. 2018, ISBN 978-1-350-05174-4, S. 191–241 (englische Übersetzung der Einführung in die aristotelische Philosophie, in die Logik und in die Kategorien-Schrift, die den Kategorien-Kommentar einleitet).
- Marwan Rashed: L’héritage aristotélicien. Les Belles Lettres, Paris 2007, ISBN 978-2-251-18105-9, S. 173–177 (kritische Edition des Fragments aus dem De anima-Kommentar).
- Wilhelm Stüve (Hrsg.): Olympiodori in Aristotelis meteora commentaria (= Commentaria in Aristotelem Graeca. Band 12, Teil 2). Reimer, Berlin 1900 (kritische Ausgabe).
- Leonardo Tarán (Hrsg.): Anonymous Commentary on Aristotle’s De Interpretatione (Codex Parisinus Graecus 2064). Hain, Meisenheim am Glan 1978, ISBN 3-445-01621-6, S. XXV–XLI (kritische Edition der erhaltenen Fragmente des Kommentars zu De interpretatione).
- Cristina Viano: La matière des choses. Le livre IV des Météorologiques d’Aristote et son interprétation par Olympiodore. Vrin, Paris 2006, ISBN 2-7116-1828-5 (enthält S. 207–375 Teiledition des Meteorologica-Kommentars mit französischer Übersetzung).

Kommentar zu den Eisagogika des Paulos von Alexandria
- Emilie Boer (Hrsg.): Heliodori, ut dicitur, in Paulum Alexandrinum commentarium. Teubner, Leipzig 1962 (kritische Edition; damals noch irrig als Werk des Astronomen Heliodoros von Alexandria bezeichnet).